# Eisenkeil-Tunnel
Der Eisenkeil-Tunnel ist einer von insgesamt zwölf Tunneln der aus der Pfälzischen Ludwigsbahn hervorgegangenen Bahnstrecke Mannheim–Saarbrücken und mit 65 Metern ihr kürzester. Ursprünglich eingleisig angelegt, wurde die Strecke wenige Jahre später zweigleisig ausgebaut. Das markante Südportal des Tunnels steht unter Denkmalschutz.

## Lage
Der Tunnel befindet sich beim Streckenkilometer 61,1 und überschreitet die Gemarkungsgrenze der Ortsgemeinden Frankenstein (Nordportal) und Weidenthal (Südportal), die zugleich die Grenze zwischen den Landkreisen Kaiserslautern und Bad Dürkheim bildet. Unweit von ihm schließt sich einige hundert Meter weiter südöstlich der Köpfle-Tunnel an. Beim Nordportal (mit Inschrift in Stützmauer) schließt sich eine Bahnbrücke an, die die parallel zur Strecke verlaufende Bundesstraße 39 überbrückt. Östlich von letzterer befindet sich außerdem der zu Weidenthal gehörende Weiler Eisenkehl. Unweit des Südportals unterquert der Hochspeyerbach die Bahngleise, dessen Schleife der Tunnel abkürzt.

## Geschichte
Am 21. Dezember 1837 erteilte der bayerische König Ludwig I. dem Bau einer Magistrale in Ost-West-Richtung von der Rheinschanze nach Bexbach grünes Licht. Zwischen Neustadt und Frankenstein musste für den Anstieg zahlreiche Hügel und Ausläufer von Bergen überwunden werden. Unter ihnen befand sich auch solche innerhalb von Weidenthal. Dies erforderte in diesem Bereich den Bau eines 65 Meter kurzen Tunnels; für dessen Errichtung zeichnete wie für die gesamte Ludwigsbahn Paul Camille von Denis verantwortlich. Bereits 1847 war der Verkehr von Ludwigshafen nach Neustadt eröffnet worden, 1848 folgte in zwei Etappen der Abschnitt Homburg–Frankenstein. Am 25. August 1849 folgte der Lückenschluss zwischen Frankenstein und Neustadt einschließlich des Eisenkeil-Tunnels. Zuvor hatten Kutschen den Verkehr zwischen den beiden Streckenteilen übernommen. Im Juli 1856 war die Ludwigsbahn dann durchgehend zweigleisig befahrbar.
Anfang des 20. Jahrhunderts wurde der Tunnel von der Betriebs- und Bauinspektion Neustadt a Hardt verwaltet und gehörte zum Zuständigkeitsbereich der Bahnmeisterei Lambrecht. 1922 wurde der Tunnel in die neu gegründete Reichsbahndirektion Ludwigshafen eingegliedert. Mit der Auflösung der Ludwigshafener Direktion wechselte der Bahnhof am 1. April 1937 in den Zuständigkeitsbereich der Reichsbahndirektion Mainz und des Betriebsamtes (RBA) Neustadt. Die Deutsche Bundesbahn gliederte den Tunnel nach dem Zweiten Weltkrieg in die Bundesbahndirektion Mainz ein, der sie sämtliche Bahnlinien innerhalb des neu geschaffenen Bundeslandes Rheinland-Pfalz zuteilte.
Da die Magistrale von Mannheim nach Saarbrücken schon immer für den Fernverkehr eine große Bedeutung besaß, wurde sie ab 1960 schrittweise elektrifiziert. Der Eisenkeil-Tunnel musste für die Elektrifizierung aufgeweitet werden, das die Fertigstellung des elektrischen Betriebs verzögerte, aber am 12. März 1964 auf der gesamten Strecke aufgenommen werden konnte. Im Zuge der schrittweisen Auflösung der Bundesbahndirektion Mainz war ab 1. August 1971 bis zur Bahnreform die in Karlsruhe für den Tunnel zuständig.

## Bauwerk
Das Südportal enthält mehrere Staffelgiebel. Denis verfolgte damit die Absicht, es in architektonischer Hinsicht den geographischen Gegebenheiten in Form der Burgen und Berge anzupassen. Das Nordportal ist eher schlicht gestaltet. An beiden Portalen befinden sich außerdem Inschriften.